# Latschur
Latschur är ett berg i Österrike. Det ligger i distriktet Spittal an der Drau och förbundslandet Kärnten, i den centrala delen av landet, 280 km sydväst om huvudstaden Wien. Toppen på Latschur är 2 236 meter över havet, eller 1 277 meter över den omgivande terrängen. Bredden vid basen är 21,8 km.
Terrängen runt Latschur är bergig norrut, men söderut är den kuperad. Närmaste större samhälle är Spittal an der Drau, 10,3 km nordost om Latschur. 
I omgivningarna runt Latschur växer i huvudsak blandskog. Runt Latschur är det ganska glesbefolkat, med 30 invånare per kvadratkilometer.